# كوروبونا
كوروبونا هو بركان مركب خامل يقع في جبال الأنديز جنوب شرق بيرو.